# Куетлахучитлан

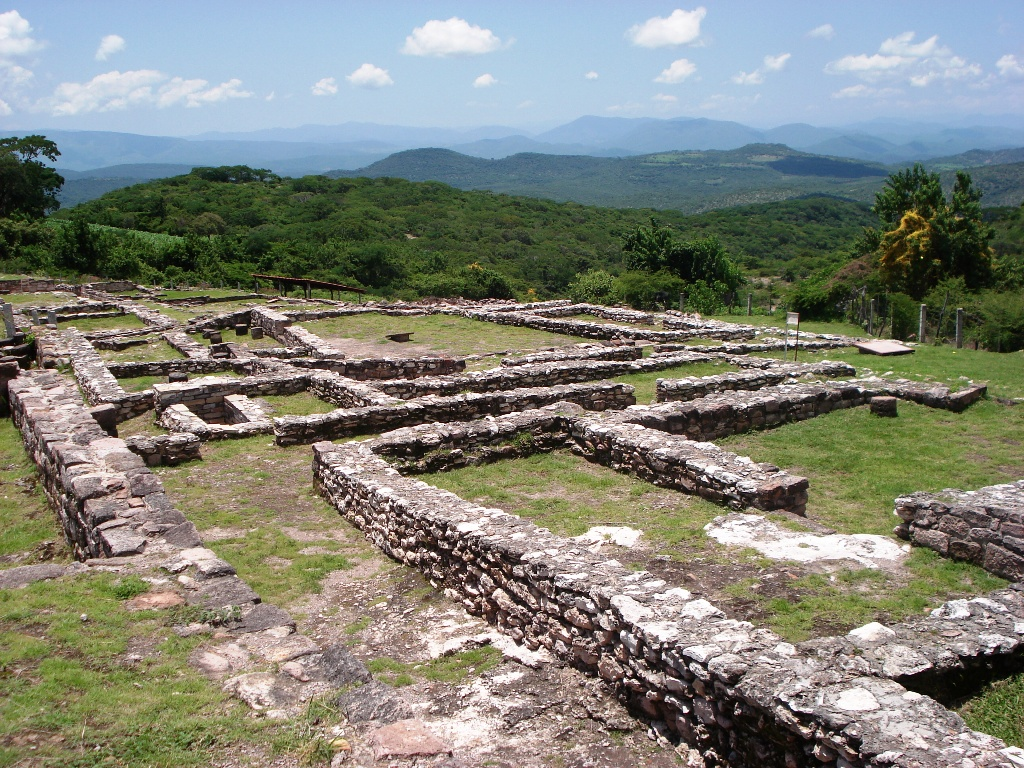
Житловий квартал Куетлахучитлана

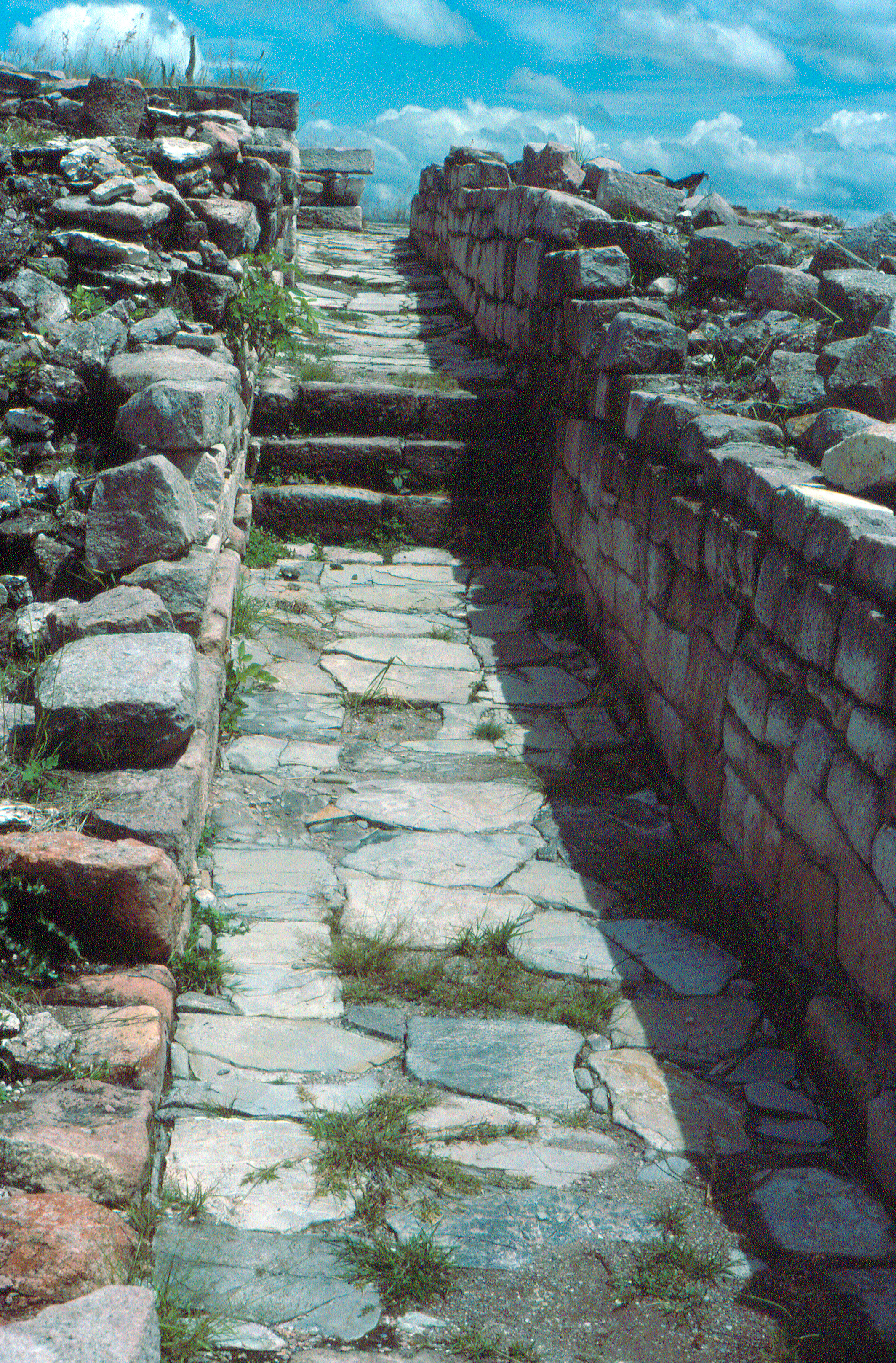
Вуличний проліт

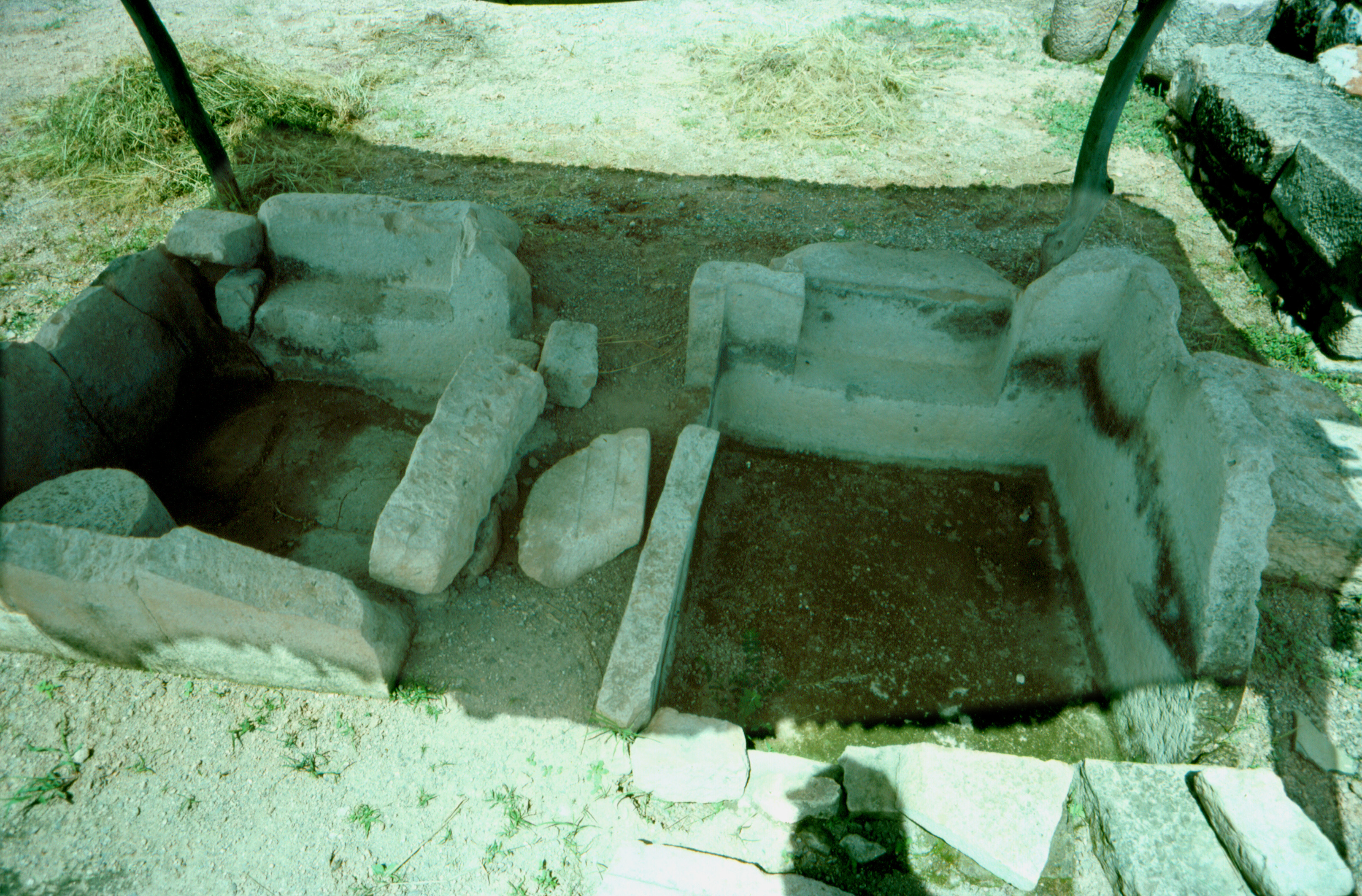
Монолітний басейн

Куетлахучитлан (науатль Cuetlajuchitlan, «місце пуансетії») — важливе археологічне городище в мексиканському штаті Герреро, за 35,5 км на південний схід від міста Ігуала-де-ла-Індепенденсія, поблизу місцевості Пасо-Морело в окрузі Уїцуко-де-лос-Фіґероа. Відноситься до середньо — і пізньокласичого періодів культури Мескала.
Розташоване на вершині гори, городище виявлено лише 1991 року під час будівництва автомагістралі Куернавака-Акапулько. Щоб уникнути руйнування городища під ним проклали тунель.
З приблизно 35 га площі стародавнього міста розкопано лише близько 2 га.
До найвражаючих знахідок церемоніальних комплексів відносять кілька монолітних прямокутних басейнів з вертикальними бічними стінками (донині майже зруйнованих). Ці ванни-басейни нагадують ванни, виявлені в різних місцях на кордоні сучасних мексиканських штатів Пуебла і Тласкала, наприклад, у Шочитекатлі. Вважається, що ванни грали церемоніальну роль, виходячи з їх розташування та складності виготовлення.